# جيرون سيمايس
جيرون سيمايس (12 مايو 1985 ميشيلين بلجيكا - ) هو لاعب كرة قدم بلجيكي، يلعب كمدافع، شارك في الألعاب الأولمبية الصيفية 2008.

## مسيرته الكروية
لعب جيرون سيمايس خلال مسيرته الاحترافية مع 5 أندية في خمسة عشر موسمًا وسجل خلالها 33 هدفًا ضمن 328 مباراة. حيث فاز في موسم واحد بالكأس ولم يفز بأي دوري.
خاض جيرون سيمايس مسيرته مع نادي آود هيفرلي لوفين في موسم 2003–04 في المرة الأولى ولمدة موسمين ثم في موسم 2016–17 لمدة موسم واحد، مشاركًا طوالها في 61 مباراة سجل خلالها 9 أهداف. ثم انتقل إلى نادي سينت ترويدن في موسم 2005–06 ولمدة موسمين، حيث شارك في 60 مباراة سجل خلالها 9 أهداف أيضًا. لينتقل بعدها إلى نادي كلوب بروج في موسم 2007–08 ليلعب معه أربعة مواسم، مشاركًا في 111 مباراة سجل خلالها 11 هدفًا. ثم انتقل إلى نادي جينك في موسم 2011–12 ليلعب معه أربعة مواسم، مشاركًا في 61 مباراة سجل خلالها 3 أهداف. هذا وانتقل لاحقًا إلى نادي كريليا سوفيتوف سامارا في موسم 2014–15 ولمدة موسمين، مشاركًا في 35 مباراة سجل خلالها هدفًا واحدًا.

## روابط خارجية
- جيرون سيمايس على موقع الاتحاد البلجيكي (الإنجليزية)
- جيرون سيمايس على موقع قاعدة بيانات كرة القدم.إي يو (الإنجليزية)
- جيرون سيمايس على موقع ناشيونال فوتبول تيمز (الإنجليزية)
- جيرون سيمايس على موقع Soccerway.com (الإنجليزية)
- جيرون سيمايس على موقع عالم كرة القدم.نت (الإنجليزية)
- جيرون سيمايس على موقع أوليمبيديا (الإنجليزية)
- جيرون سيمايس على موقع AS.com (الإسبانية)